# Polymastia tubulifera
Polymastia tubulifera är en svampdjursart som beskrevs av Arthur Dendy 1922. Polymastia tubulifera ingår i släktet Polymastia och familjen Polymastiidae.
Artens utbredningsområde är Indiska oceanen. Inga underarter finns listade i Catalogue of Life.